# إيتو أونو
إيتو أونو (باليابانية: 大野いと؛ بالكانا: おおの いと) هي عارضة أزياء وعارضة وممثلة يابانية، ولدت في 2 يوليو 1995 في ناكاما في اليابان.

## وصلات خارجية
- الموقع الرسمي
- إيتو أونو على موقع IMDb (الإنجليزية)
- إيتو أونو على موقع ميوزك برينز (الإنجليزية)
- إيتو أونو على موقع قاعدة بيانات الفيلم (الإنجليزية)